# Oniticellus subhendui
Oniticellus subhendui là một loài bọ cánh cứng trong họ Bọ hung (Scarabaeidae).